# Craugastor vulcani
Craugastor vulcani é uma espécie de anfíbio  da família Craugastoridae.
É endémica do México.
Os seus habitats naturais são: florestas subtropicais ou tropicais húmidas de baixa altitude, regiões subtropicais ou tropicais húmidas de alta altitude e rios.